# 東京スタジアム (野球場)
座標: 北緯35度44分10秒 東経139度47分31秒 / 北緯35.73611度 東経139.79194度
東京スタジアム（とうきょうスタジアム）は、かつて東京都荒川区南千住にあった野球場。「東京球場」という通称でも呼ばれていた。
プロ野球・千葉ロッテマリーンズの前身にあたる毎日大映（後の東京、ロッテ）オリオンズが本拠地として使用していた。施設の運営管理は、かつてオリオンズのオーナー企業だった大映の関連子会社である株式会社東京スタジアムが行っていた。
1962年に開場したが、1972年限りで閉鎖。その後1977年に解体された。

## 歴史
かつて東京スタジアムがあった荒川区南千住には、1879年に操業を開始した官営の千住製絨所があった。同工場は戦後は民間に払い下げられ、大和毛織が所有する生地工場となったが、1950年代に入ると業績が悪化。工業用水として使用していた井戸の枯渇や様々な規制、労使間争議の慢性化などによって経営難に陥り、1960年に閉鎖された。工場跡地の一部は名古屋鉄道が取得し、「明治村」の用地として使用する計画を打ち出した。
一方、当時のプロ野球は読売ジャイアンツ（巨人）、国鉄スワローズ、毎日大映（大毎）オリオンズの3球団が後楽園球場を本拠地としていたため、日程の過密化が常態化していた。このうち大毎のオーナーだった永田雅一は私財を投じての自前の本拠地球場の建設を計画。都内各所を自ら視察した結果、一度は深川の東京瓦斯運動場を建設地とする案が有力だったものの直後に破談となり、改めて南千住の大和毛織工場跡地を建設地に決定した。かねてから「下町に自前の球場を造りたい」と漏らしていた永田は工場閉鎖前からこの地を視察で訪れており、水面下で用地取得を画策していたと言われている。
当時の大映は映画産業の斜陽化などで経営難に陥りつつあったが、永田は約10億円で用地を取得し、建設工事は1961年7月に着工。総工費約20億円をかけ、わずか1年足らずの1962年5月31日に竣工し、「東京スタジアム」と命名された。6月2日、パ・リーグ全6球団がスタジアムに集結。午後4時から盛大に開場式を執り行い、永田は席上で「皆さん、パ・リーグを愛してやって下さい!」と満員（35,000人）に膨れ上がったスタンドに向かって絶叫した。「大リーグのボールパークのような最先端の設備を有しながら、庶民が下駄履きで気軽に通えるような球場」という永田の壮大な構想が具現化した、彼にとってはいわば「夢の野球場」だった。
初のプロ野球公式戦は、同日午後7時試合開始の大毎オリオンズ対南海ホークス7回戦で、球場第1号本塁打は同試合で野村克也が放った。
こうして東京スタジアムは「最新のプロ野球専用球場」として開場した。オリオンズ以外にも1962年と1963年の東映フライヤーズ、1964年以降の国鉄スワローズ（後のサンケイ、ヤクルト）も、本来の本拠地が明治神宮野球場であり、同球場を大学野球が優先して使用していたこともあって、消化試合などごく限られた機会ではあるが本球場を利用したことがある。また、大洋ホエールズなど他の首都圏球団の主催公式戦も不定期で開催されていた。
永田はさらに1964年のシーズンより球団名からオーナー企業名を排し、都市名を冠した「東京オリオンズ」に改称した。これに関しては「巨人や国鉄などはユニフォームに“TOKYO”の文字を入れているが、チーム名を“東京”と名乗っているのは我がオリオンズしかない」というのが当時の永田の自慢だったといわれている。しかし、当時のオリオンズは低迷期で、開場年の1962年は4位。以降5位、4位、5位、4位、5位と苦戦していた。また、当時は巨人が黄金期（V9時代）を迎えていたこともあり、プロ野球人気はセ・リーグ偏重の傾向が強まっていた。年間観客動員数も開場初年度こそ70万人を突破して盛況を見せたもののその後はジリ貧に陥り、スタジアムの建設費を回収できない経営状態が続いた。なお、1967年の最終戦は近鉄バファローズとのダブルヘッダーで両試合とも観客が200人だった。
1969年、菓子メーカーのロッテを冠スポンサーとし「ロッテオリオンズ」に改称。1970年10月7日、10年ぶりのリーグ優勝をこの東京スタジアムで決めた試合終了の直後、観客やファンがスタンドから次々とグラウンドに乱入するや選手に先立って永田を胴上げ。さらに「東京音頭」の歌声が夜空にこだました。
翌1971年、大映は球団の経営権をロッテに譲渡し本社の経営再建に乗り出すものの倒産。関連子会社の東京スタジアムも累積赤字が約15億円にまで膨らみ、経営権は1972年に国際興業社主の小佐野賢治の手に移った。だが小佐野は「このまま貸し球場として所有していたのでは採算が取れない。球団と球場は一体的に運営するのが理想」として、ロッテにスタジアムの買い取りを求めた。しかし、ロッテはこの案に難色を示し、賃借契約の継続を要請。スタジアムの使用を巡る交渉は終始平行線を辿った。結局、11月22日の段階で交渉は事実上決裂。小佐野は「球場は廃業するので、来季以降は使用できない」とし、東京スタジアムは同年限りでの閉鎖が決まった。開場からわずか11年目のことだった。同年、ロッテの主催公式戦の観客動員数は年間65試合で31万人にとどまっていた。最後のプロ野球公式戦は10月15日のヤクルトアトムズ対阪神タイガース戦だった。
本拠地を失ったロッテは翌1973年から1977年まで、宮城県仙台市宮城野区の宮城球場を暫定本拠地とし、1978年から川崎球場に落ち着くまでの間、首都圏（後楽園、神宮、川崎）や静岡（草薙）などを転々としながら主催試合を開催していた。なおこの間、1974年にはリーグ優勝し、日本シリーズも制して日本一にも輝いている（この間のロッテについてはジプシー・ロッテを参照）。
主を失った東京スタジアムが閉鎖された後、1973年6月1日には法人格としての株式会社東京スタジアムも解散した。同年末に竹中工務店が土地および施設を取得。1974年頃には竹中工務店社内の野球大会に使われた一方でパ・リーグ各球団オーナー連名による使用要請の嘆願を受け入れず、一部ではロッテが再度東京スタジアムを使用する噂が立っていたものの頓挫。その後1977年3月に東京都が跡地を取得し、4月からスタンドは解体された。跡地は大半が荒川区の管理する「荒川総合スポーツセンター」となっており、体育館や軟式野球場などがある。一部は移転した警視庁南千住警察署と都民住宅の敷地となっている。本球場の解体後、23区東部地域（山手線より東）に1万人以上の収容能力のあるスタジアム（野球場・陸上競技場・球技場）は2024年現在まで存在していない。

## 光の球場
東京スタジアムの設計のモデルとなったのは、かつてアメリカのサンフランシスコに存在しサンフランシスコ・ジャイアンツの本拠地だったキャンドルスティック・パークやシカゴに存在しシカゴ・ホワイトソックスの本拠地だったコミスキー・パークで、場内に設けられた6基の照明塔は当時日本では一般的だった送電塔のような無骨な鉄骨作りではなく、2本のポール型鉄塔がサーチライトを支えるという当時としてはモダンな構造だった。
二層式の内野スタンドに設置された強化プラスチック製の座席は、エリア別に青（外野席と一・三塁側内野自由席）、黄（一・三塁側内野指定席B）、赤（年間指定席を含む内野指定席A）に色分けされ、シートピッチが広く取られていたため「ゆったり座れる」と評判だった。1階スタンドと2階スタンドの間には、日本の野球場では初のゴンドラ席が67席（うち貴賓席1、ゲストルーム4）設けられた。
スコアボードには本塁打が出ると「HomeRun」と書かれた電光看板が点灯する演出もあった。また、スコアボードに設置された大時計は当時としては画期的なデジタル表示式であった。フィールドは外野だけでなく内野のインフィールド部分にも天然芝が敷設され、ファウルエリアは球場敷地が狭隘なためやや狭く、内野フェンスも低かったが、「選手がすぐそばに見える」と観客には好評だった。なお、天然芝については有藤通世が「あまり手入れしてないみたいで、芝が長かったり短かったり不揃いで、守りにくかった」といったことを証言している。
エントランス部にはこちらもキャンドルスティック・パークでも使用されていたスロープ式の通路を採用し、観客を地平部からスタンド下の通路に直接誘導する手法が用いられた。これは観客と選手、関係者の動線を分離してスムーズな入退場が行えるよう配慮して設計されたものだが、現代で言うところのバリアフリーにも通ずる概念であると評価する向きも多い。
開場前の1962年5月23日、夕方から雨中で行われた照明設備の点灯テストで、当時としては高照度の1600lxの灯に照らされたスタジアムを見て、永田オーナーは記者陣を前に「どうだ。これだったら後楽園球場もビックリだろ」と高らかに笑って見せたという。永田は当時セ・リーグ、とりわけ巨人に対して強烈なライバル意識を持っていた。その一端を示す事柄として、他のセ・リーグの首都圏球団である国鉄（後にサンケイ、ヤクルト）や大洋には東京スタジアムでの主催試合開催を許可したものの、最も収益が期待できるはずの巨人にだけは、基本的に最後までスタジアムの貸出を拒否し続けたということが挙げられる。
スタンド下には選手用の設備が充実していた。内野スタンド下に設けられた幅約6mで2人が同時に投球できる屋内ブルペンをはじめ、ダッグアウト裏にもトレーナー室や医療室など諸室が整っていた。最も好評だったのはロッカールームで、当時オリオンズに在籍していた醍醐猛夫は「それまで（後楽園など）は隣の選手と身体をぶつけながら着替えていたが、東京球場ではのんびり椅子に腰掛けることもでき、隣席のジョージ・アルトマンと小遣いを出し合って冷蔵庫を置いて、試合後に火照った身体を癒すビールやコーラがおいしかった」と振り返っている。また、選手専用の食堂も広く取られ、内装もよく、メニューも充実していたため、選手からは「銀座の一流料理店みたいだ」と評判が高かった。
これらの諸室は2024年現在では多くの本拠地球場で整備されているが、このような大リーグ式の環境に当時の選手、特に設備の大きく劣る球場が多かったパ・リーグの他球団の選手からは大喜びされていたという。
また、開場当時の外野フェンスはコンクリート製であったが、選手が激突して負傷する事故が起きたため、1966年3月に日本の球場では初となるラバーフェンスが導入された。
しかし、前述の通り敷地が狭隘であるため、フィールドは狭かった。公認野球規則で定められた広さを無視して設計された両翼90m、中堅120mのフィールドは当時の後楽園球場（公称値）と同じだったものの、左中間および右中間が一直線で膨らみが全くないため、「本塁打量産球場」とも揶揄され投手には不利な野球場だったが、永田は「打たれたらその分、ウチ（オリオンズ）が打ち返せ」と意に介さなかった。
その中で、その狭隘さをものともしなかった投手が小山正明だった。小山は「針の穴を通す」と評される抜群の制球力が持ち味だったが、1963年秋に山内一弘との交換トレードで阪神からオリオンズに移籍した当初、周囲からは「狭い東京球場に移る小山が圧倒的に不利」と懐疑的な評価が下された。だが、小山は狭隘な東京スタジアム対策としてパームボールを駆使し、移籍初年度の1964年に30勝を挙げて同年パ・リーグの最多勝に輝くと、1973年に大洋に移籍するまでオリオンズのエースとして活躍した。
当時の南千住にはマンションなどの高層建築物はなく、低い平屋や二階建ての住宅が建ち並ぶ下町の街並みに忽然と現れた巨大なスタジアムから、夜になるとナイター照明が放つ光が周辺に瞬く光景からしばしば「光の球場」とも形容されていた。しかし、一方でナイター終了後に照明が消えると夜蛾が一斉に周辺の民家になだれ込んだため、一種の公害にもなっていた。

## 多目的球場
東京スタジアムにはこの他、左翼スタンドから三遊間後方に掛けての地下にはボウリング場も併設されていた。シーズンオフには内外野のスタンドの椅子席の上にスケートリンクを設置、巨大な屋外スケート場となっていた。開場当時は「球場の地下に地下鉄を引っ張って来たい」「映画館やレストラン、デパートも併設して総合レジャー施設にしたい」などといった壮大な構想もあったが、これらは実現には至らなかった。しかし、東京スタジアムの先駆的な設計手法は後に日本全国で建設された野球場の設計に多大な影響を与えている。
スケートリンクはグランド上にフィギュアリンク、スタンド上に400mの周回路が作られ、400m周回路のみスピードスケート靴の滑走ができた。フィギュアリンクはフィギュア、ホッケー、ハーフスピードの靴でのみ滑走可能だった。なお、このため毎年春と秋に行われるオリオンズの練習は、スケートリンクのやぐらの下でランニングやキャッチボール程度の軽いものしか行えなかった。

## 主なエピソード
- 開場式当日、場外には入り切れなくなった観客が溢れ返っていた。後に発覚したが、「球場開きに観客が少ないのは恥ずかしい」と関係者らが球場周辺に約15万枚の無料入場券を配布していたことによるものであった。
- 1971年夏、日清食品は本球場でカップヌードルの試験販売を行ったが、これは関東地方で初めてカップヌードルが販売された場所であるといわれている[9]。
- 本球場竣工の翌年（1963年）に竣工した新潟県新潟市の鳥屋野運動公園野球場のメインスタンド入口は、本球場と同様に地平部とスタンドとをスロープで連絡する方式が採用されているが、設計段階で本球場を意識したものであるか否かは不明である。
- 醍醐猛夫が在籍した当初、手書きパネル型のスコアボードでは「醍醐」の文字の画数が多く見づらくなるということを考慮し「ダイゴ」とあえてカタカナで書いたことがあった[注 8]。
- 夏場には旧日本プロレスが本球場で興行を行っており、ジャイアント馬場がアブドーラ・ザ・ブッチャーとシングルマッチ初対戦を行ったのは1970年9月5日の本球場での興行であった。

## 施設概要
- 敷地面積：34,321m2
- グラウンド面積：12,180m2
- 両翼：90m、中堅：120m
- 内野：クレー舗装及び天然芝（ティフトン）、外野：天然芝（高麗）
- 照明設備：鉄塔6基
- 収容人員：35,000人（公称）
- スコアボード：パネル式。イニング表示は10回までで、得点・安打・失策数の表示あり。両サイドに横書き・縦スクロールによるメンバー表記で一塁側は選手名の右側に守備位置を表記。また、球団名が「ロッテオリオンズ」になってからは「ロッテ」のチーム名表記はロッテの企業ロゴを真似たものとなった。スコア下部はカウント・ジャッジを挟んで他球場速報やアマチュアで複数の試合が開催された場合の試合結果を表示できる掲示板があった。また上部には右端にデジタル時計、その左側に本塁打が出た場合の電飾看板が設置されていた。審判は左右広告部のそれぞれ下段に3名ずつ（左側 - 球審および一・二塁塁審、右側 - 三塁塁審および左・右線審）表記された。

## 当時の交通アクセス
- 常磐線・南千住駅[10]から徒歩約8分
- 営団地下鉄（現：東京メトロ）日比谷線・南千住又は三ノ輪駅から徒歩約7分
- 都電21系統（千住四丁目 - 水天宮前） - 1969年10月26日廃止
- 都電27系統（三ノ輪橋 - 赤羽） - 2024年現在の都電荒川線
- 都電31系統（三ノ輪橋 - 都庁前） - 1969年10月26日廃止
  - 荒川区役所前（27系統）又は三ノ輪橋停留場から徒歩約5分
- この他、スタンド前のエントランス広場は都営バスの折返場となっていた。

## 東京スタジアムが舞台となった作品
- 映画「大怪獣空中戦 ガメラ対ギャオス」（1967年・大映東京） - ギャオスからの避難場所として登場する中日球場に見立てて撮影された（背景のみ中日球場の実景を合成）。
- 映画「闇を裂く一発（1968年・大映東京） - クライマックスシーンに登場。東京オリオンズ対阪急ブレーブスの試合中に犯人がスコアボードの部屋に人質を取って立て籠もる。
- 泣いてたまるか - 第11話「先輩後輩」で、場外でロケを実施。
- 帰ってきたウルトラマン - 第35・51話のロケで使用。後者では「東亜スタジアム」の名が使われている。
- 狼の紋章 - 生徒たちが暴力追放集会を行うシーンで使用。
- こちら葛飾区亀有公園前派出所 - 本球場を舞台とした「光の球場!の巻」（単行本82-4、アニメ171話）に登場。